# Ógörög csillagászati számítások és mérések
Az ókori görögök az első csillagászati méréseket az égbolton látható csillagok feltérképezéséhez végezték. Feljegyezték továbbá a bolygók és a Hold mozgását, a Hold fázisait, és megkísérelték a fogyatkozások lehetséges időpontjainak előrejelzését (Metón-ciklus).
Elsőként Anaximandrosz vetette fel, milyen messze lehetnek az égitestek a Földtől, mekkora lehet a Hold és Föld relatív mérete. A Hold és a Nap méretének és távolságának a meghatározására az első kísérletek megelőzték a Föld méretének meghatározását. Így ezek eleinte (Eratoszthenészig, i.e. 230-ig) csupán arányszámok voltak a Föld ismeretlen átmérőjéhez képest. Becslések azonban voltak a Föld méretére is. Arisztotelész a valósnál mintegy kétszer nagyobbnak feltételezte a Földet. (Kerületét mintegy 400 000 sztadionra.)

## A Hold méretének meghatározása

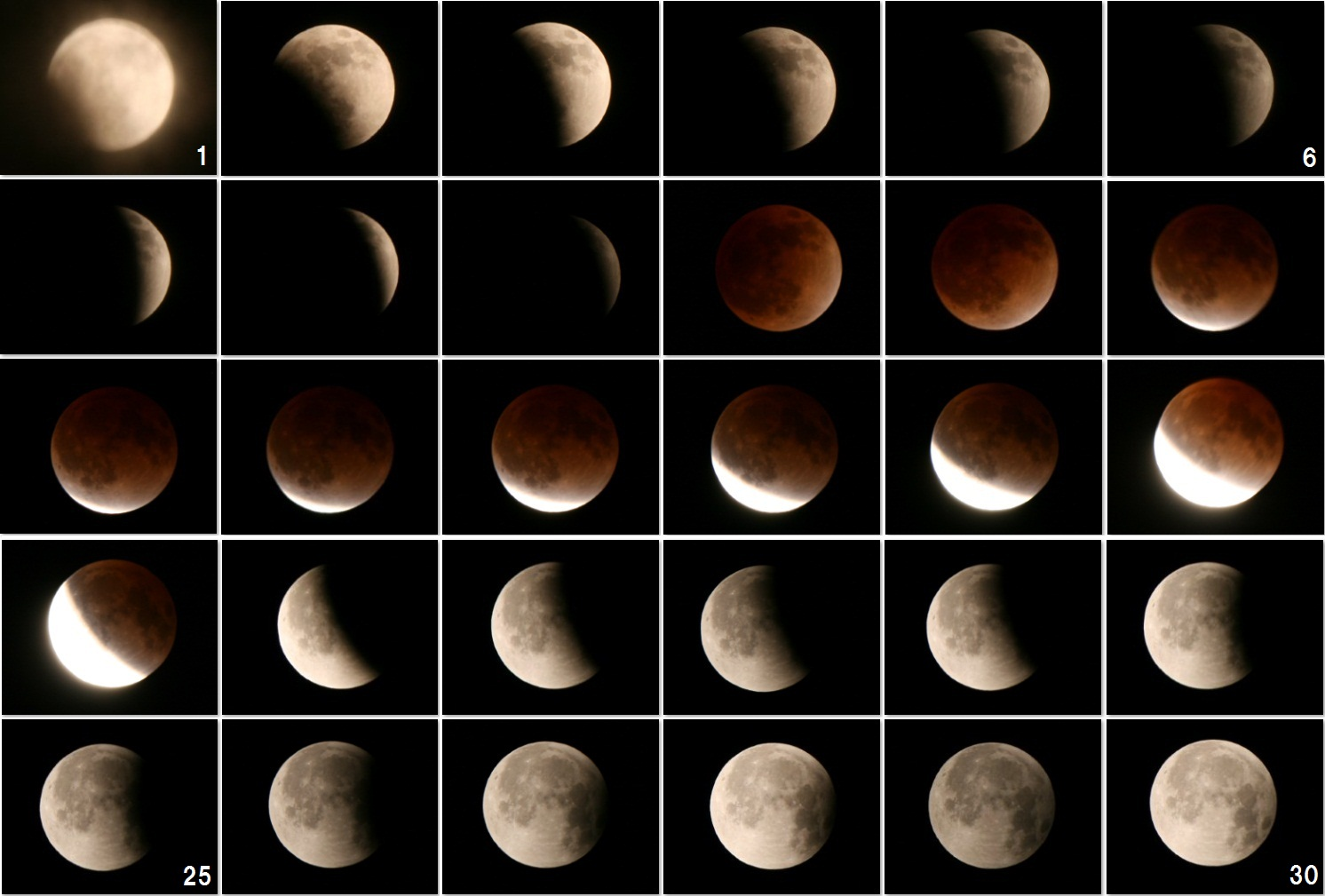
Az eltűnő majd az újra feltűnő holdsarló nem szimmetrikus, vagyis a Hold itt nem a Föld árnyékának a középvonalán haladt. Teljes holdfogyatkozás fázisai Japánból megfigyelve 2011 decemberében

A Hold Földéhez viszonyított méretének kiszámítását a holdfogyatkozások tették lehetővé.
Az ógörögök kimondva vagy hallgatólagosan a következő feltételezésekből indultak ki:
- A Föld árnyéka a Nap nagy távolsága miatt a sokkal kisebb Föld-Hold távolságon legalábbis hengernek tekinthető nagyon jó közelítéssel.[2]
- A Hold pályáján egyenletesen halad.
- A Föld Holdra vetett árnyékának szimmetriájából kikövetkeztethető minden holdfogyatkozásnál, hogy a Hold a Föld árnyékának éppen a felezővonalán halad-e keresztül jó közelítéssel, vagy éppen nem.

Ekkor a holdfogyatkozás kezdetétől a teljes holdfogyatkozás bekövetkeztéig eltelt idő megmérhető. És megmérhető a teljes fogyatkozásban töltött idő is, vagyis amikor éppen teljesen eltűnik a Hold az árnyékban és amikor elkezd kibukkanni. A két idő hányadosa megadja, hogy a Föld átmérője hányszor nagyobb a Holdénál.
A korabeli időmérési eljárások a vizsgálathoz elegendően pontosak voltak. Például edény alján ütött apró lyukon keresztül egyenletesen kifolyó víz mennyiségének összehasonlításával (lásd: vízóra). Azonban a Föld légköre miatt a Holdra vetett árnyék elmosódott, s ez megnehezítette az időpontok pontos bekövetkeztének megállapítását.
Továbbá annak a megállapítását is, hogy a Hold éppen a Föld árnyékának a középvonalán halad-e keresztül jó közelítéssel vagy sem. A két lehetséges hibaforrás együtt már jelentős eltéréseket okozhat a valósághoz képest.
Ennek ellenére az ókori görög tudósok elég jó közelítéssel adták meg a Hold méretét a Földhöz viszonyítva körülbelül ¼ és ⅓ közötti értékekkel.
Kivételt képez Poszeidóniosz adata, aki a fennmaradt adatok szerint mintegy a felét adta meg a valósnak.
Mivel azonban a mérési módszerek egymásra épülnek, és egyéb értékek esetében Poszeidóniosz adatai elég pontosak, sőt a Nap távolságának meghatározásánál a legpontosabb, feltételezhető, hogy az eltérés későbbi másolási hiba következménye. Esetleg valaki figyelmetlenségből egészítette ki sugárra vonatkozó adattal Poszeidóniosz többi adatát.

## A Hold távolságának meghatározása
Adódik a lehetőség, hogy a teljes holdfogyatkozás ideje úgy aránylik a holdhónaphoz, mint a Föld átmérője a Hold pályájának hosszához. Azonban nincs nyoma annak, hogy ezt a gondolatmenetet alkalmazták volna.
Szögfüggvények ismeretének hiányában a Hold látószöge (0,5°) alapján szöghelyesen megrajzolt ábrán, egyenlő szárú háromszögön egyszerűen rámérték a Hold méretét a távolságra. Itt a problémát az okozza, hogy ez a távolság valójában a földfelszíni megfigyelő távolsága a Holdtól, és nem a Föld középpontjának a távolsága a Hold középpontjától. Ezek a tényezők azonban nem okoztak különösebb hibát. Az ókori tudósok itt is a valóságot jól közelítő, 30-szoros földátmérő körüli értékeket hoztak ki.

## A Nap távolságának meghatározása
A Nap távolságának meghatározását elvben az teszi lehetővé, hogy első és utolsó negyedkor bizonyos időszakokban a Holddal együtt a Nap is látható az égen. Ilyenkor a Föld, a Hold és a Nap derékszögű háromszöget alkot.
A Hold és a Nap középpontja nagy pontossággal becélozható, így ez nem okoz nagyobb pontatlanságot. De már az ógörögök is sejtették, hogy a mérésüket nagyon bizonytalanná teszik a következő tényezők némelyike, illetve ezek egyidejű hatása:
- A derékszögű háromszög egyik befogója sokkal hosszabb a másiknál, ami miatt a háromszög átfogója és hosszabb befogója közötti szög nagyon pontatlanul határozható csak meg.
- Szabad szemmel nem lehet megfelelő pontossággal megállapítani az első vagy utolsó negyed bekövetkeztének időpontját.
- Nagy hibát okoz, ha a szögmérőt[4] vízszintesen helyezik el, és nem döntik meg a Föld-Hold-Nap által alkotott síkba, ami nagy méretű szögmérőnél bonyolult, viszont elegendő idő áll rendelkezésre a pontos beállításra.

A szögmérőn a Föld-Hold egyenesre merőlegest bocsátva a Föld-Hold-Nap háromszöghöz hasonló háromszög keletkezik, amin körzővel rámérve leolvasható, hogy a Föld-Hold távolságnál hányszor nagyobb a Föld-Nap távolság.
Feltételezhető azonban, hogy itt valójában az első vagy utolsó negyed bekövetkeztének vélelmezett időpontja körül az első reálisnak elfogadható (kilencven foknál kisebb) érték megjelenése és leolvasása történt az előre sejthető nagy hibával. Illetve hogy mindezzel maguk az ógörögök csillagászok is tisztában voltak.

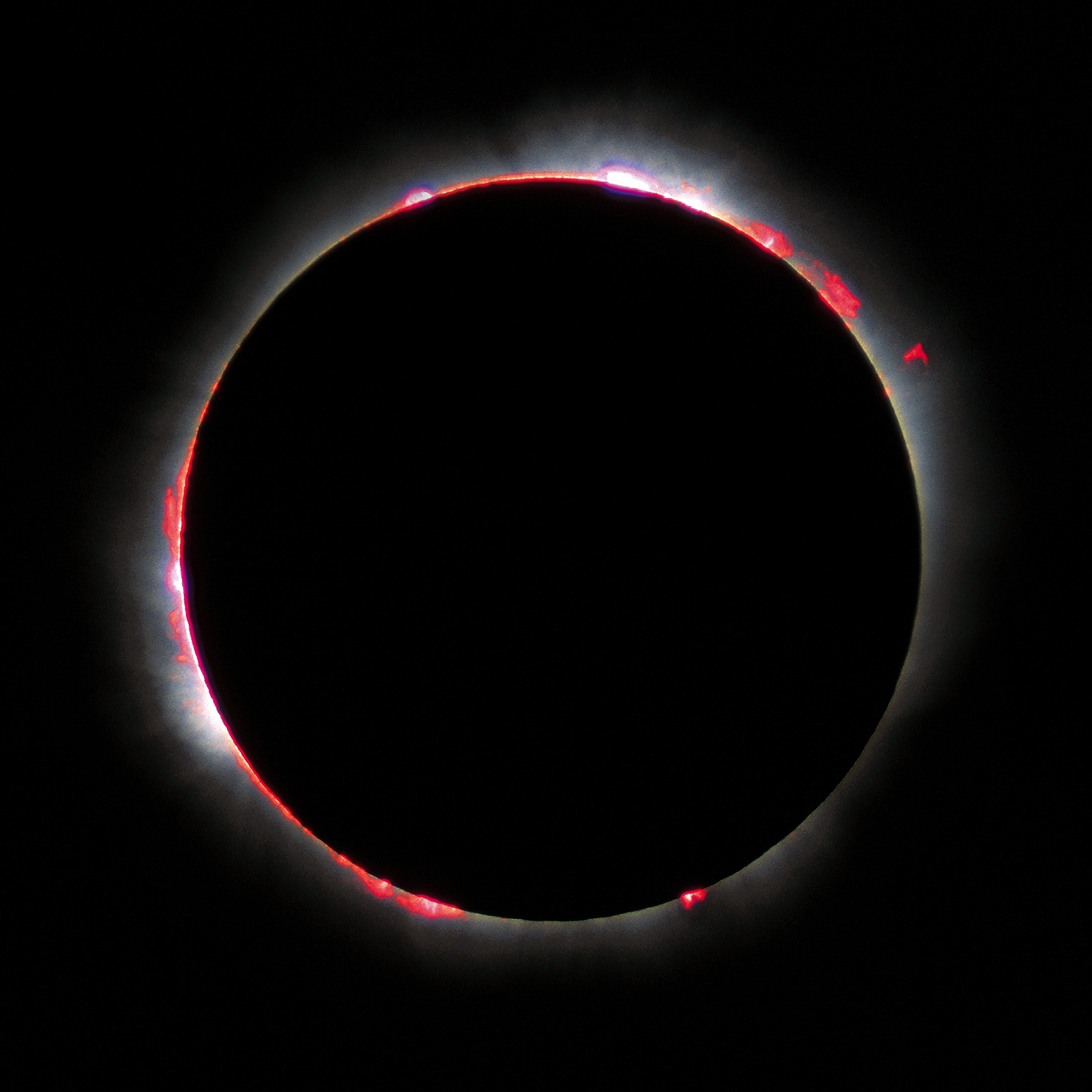
Teljes napfogyatkozás 1999-ben (Franciaországból megfigyelve)

## A Nap méretének meghatározása
Az ókori görögök is tisztában voltak azzal, hogy Nap látószögének mérése rendkívül veszélyes lenne még teljes napfogyatkozás alatt is. Azonban a teljes napfogyatkozás tényéből és lefolyásából arra a helyes következtetésre jutottak, hogy a Nap és a Hold látószöge megegyezik (mindkettő kb. 0,5°).
Ebből a hasonló háromszögekre vonatkozó tételek szerint az következik, hogy ahányszor messzebb van a Holdnál a Nap, annyiszor nagyobb a mérete.

## A Föld méretének meghatározása
- 1. Eratoszthenész

Eratoszthenész módszere a Föld kerületének meghatározására

Az ókori görögök számára a Föld gömb alakja éppen a holdfogyatkozásoknál a Holdra vetett árnyékának alakja miatt már általánosan elfogadott volt. Eratoszthenész ismerte azt a tényt, hogy az Alexandriától jó közelítéssel déli irányban fekvő Asszuánban a nyári napforduló idején a Nap merőlegesen delel. (A kutakba besüt a nap és tükröződik a benne lévő vízen.) Ha ekkor megmérik, hogy Alexandriában a napóra pálcájának csúcsa és annak árnyéka mekkora szöget zár be, akkor olyan váltószögek keletkeznek, aminek következtében ez a szög megegyezik a két város szögével a Föld középpontja felől nézve. Eratoszthenész ezt a szöget a teljes kör ötvened részének, azaz 7,2 foknak mérte. Alexandria és Asszuán távolságát kereskedők elbeszélése alapján becsülte meg 5000 stadionra, ami ezek szerint a Föld kerületének ötvened része. Vagyis a Föld kerülete 250 000 sztadion, azaz 40 000 km, ami megdöbbentően pontos eredmény.
- 2. Poszeidóniosz

Mivel elégedetlenek voltak Eratoszthenész szóbeli közléseken alapuló módszerével, a kereskedők elbeszélése alapján, illetve a kutakkal kapcsolatos szintén pontatlanságot sugalló hírrel, a mérést pontosabb eszközökkel megismételték.
Poszeidóniosz teljesen hasonló módon járt el. Vagyis ha ismert két, egy délkörön fekvő város távolsága, és egyazon napon megmérik ugyanannak a csillagnak a delelési szögét a két városban, akkor a két szög különbsége megadja a két város szögét a Föld középpontja felől nézve. Vagyis ahányad része a különbségi szög a teljes körnek, annyiad része a két város távolsága a Föld kerületének. Poszeidóniosz a Canopus csillagot használta a méréshez.
A legnagyobb probléma nála is az volt, hogy két adott város azonos délkörön fekvése csupán feltételezés volt, ismeretlen méretű hibával. Továbbá nehézséget okozott a két város pontos távolságának a meghatározása. Különösen mivel a mérés pontosságához viszonylag nagy távolságú városokra volt szükség.
Poszeidónioszt a korábbitól kissé eltérő módszer alkalmazására feltehetően az is ösztönözte, hogy őket megelőzően Arisztarkhosz, illetve Hipparkhosz adott becslést a Nap távolságára, és a jelentősen alábecsült értékekből az látszott, hogy a Nap sugarai nem tekinthetők teljesen párhuzamosnak. A csillagok viszont helyes feltételezéssel sokkal távolabb vannak. Mivel pontszerűek, szögük is könnyebben és pontosabban mérhető, mint a gnómon árnyékáé.

## Táblázatban összefoglalva[6]
A sztadionban megadott adatok értékelését megnehezíti, hogy a sztadion hossza kortól és birodalomtól függően más és más volt. Mai ismereteink szerint értéke 157 és 209 méter között volt. Poszeidóniosz és Ptolemaiosz földkerület adata nagy valószínűséggel megegyezik Eratoszthenész adatával, de a hosszabb, 209 méteres újabb egyiptomi sztadionban megadva.
Megjegyzendő továbbá, hogy ezek közül a görög tudósok közül csak Arisztarkhosz gondolkodott heliocentrikus világképben. A többiek a Földet gondolták a világ középpontjának, de ennek ezeknél a méréseknél nincs jelentősége. Anaximandrosz világképe azonban ezektől jelentősen eltér. Továbbá az ő és Arisztotelész adatai nem kellően megalapozott becslések csupán.
Viszont a többieknél néhány indokolatlanul eltérő adat (pl. Poszeidónosz Hold méretére vonatkozó adata) későbbi szövegromlás, másolási hiba eredménye is lehet. Arisztarkhosz követők, tanítványok nélkül, szinte elfeledve halt meg, és olyan fantasztikus elképzeléseiről volt ismert, mint például heliocentrikus világképe. Így az általa megállapított adatoknak se tulajdonítottak nagy figyelmet, jelentőséget.
|                | Év             | Föld kerülete kF | Hold és Föld méretének aránya DH/DF | Nap és Föld méretének aránya DN/DF | Holdtávolság Földátmérőben tHF/DF | Naptávolság Földátmérőben tNF/DF |
| -------------- | -------------- | ---------------- | ----------------------------------- | ---------------------------------- | --------------------------------- | -------------------------------- |
| Valódi értéke  | (1600-1850)    | 40 000 km        | 0,27                                | 108,9                              | 30,2                              | 11 726                           |
| Anaximandrosz  | i.e. 580 körül |                  | 1                                   | 1                                  | 18 (vagy 19)                      | 27 (vagy 28)                     |
| Arisztotelész  | i.e. 340 körül | 400 000 sztadion |                                     |                                    |                                   |                                  |
| Arisztarkhosz  | i.e. 270       |                  | 0,36                                | 6,75                               | 9,5                               | 180                              |
| Eratoszthenész | i.e. 230       | 250 000 sztadion |                                     |                                    |                                   |                                  |
| Hipparkhosz    | i.e. 150       |                  | 0,33                                | 12,33                              | 33,66                             | 1245                             |
| Poszeidóniosz  | i.e. 90        | 180 000 sztadion | 0,157                               | 39,25                              | 26,2                              | 6500                             |
| Ptolemaiosz    | i.sz. 150      | 180 000 sztadion | 0,29                                | 5,5                                | 29,12                             | 605                              |